# Josep Miquel Garcia i Garcia
Josep Miquel Garcia i Garcia (Elgoibar, 25 de setembre de 1957) és un crític d'art, director de museu i comissari d'exposicions. És llicenciat en Història de l'Art per la Universitat de Barcelona (1974-1979), on va ser deixeble d'Alexandre Cirici i Pellicer.
Entre 1987 i 2002 va ser director del Centre d'Art Santa Mònica de Barcelona. Entre 1987 i 2002 va ser delegat d'Arts Plàstiques de la Generalitat de Catalunya. En aquest període va ser patró fundador del Museu d'Art Contemporani de Barcelona, de la Fundació Tàpies, de l'Espai Guinovart d'Agramunt i de la Fundació Apel·les Fenosa. Així mateix, ha format part del patronat de la Fundació Gala-Salvador Dalí de Figueres. És vocal de la Junta de Qualificació de la Generalitat i membre fundador de la Primavera del Disseny i de la Primavera Fotogràfica. D'ençà del 2002 és director del Museu de la Fundació Apel·les Fenosa del Vendrell.

## Llibres
- ART. La Banqueta. Lleida, 1987
- Viola. Ed. Diputació de Lleida, 1988
- Constants de l'art català, Barcelona, 1992
- Na Miró Hedendaagse Catalaanse Kunst. Die Kerke Fondation, Amsterdam, 1992
- From Gaudí to Tàpies. Emory University, Atlanta, 1996
- Xavier Gosé. Ed. Quaderns de la Banqueta, Lleida, 1996
- Aura Mediterrània. Amman, 1997
- Before Miró, after Dalí. Praga, 1999
- Coincidencies. Museu Dhond-Daenens, Gant, 1998
- Antoni Clavé. Ed. Actar, Barcelona, 1988
- El segle de Cristòfol. Fundació La Caixa, 2000
- L'Art catalan du XX siècle. Ed. Mediterrània, 2001
- Amic Picasso.Editorial Mediterrània, 2003
- Joan Junyer. Ed. Mediterrània, 2004
- Els Evolucionistes. Ed. Parsifal. Barcelona, 2005
- Les mans fèrtils. Ed. Mediterrània, Barcelona, 2006
- Paraules en llibertat. Ed. Jenninger, 2007
- Leandre Cristòfol. Ed. Mediterrània, 2007
- Del Modernisme a la Modernitat. Ed. Mediterrània, 2009
- Vida del pintor Lamolla. Editorial Mediterrània, 2010
- Nicole Florensa. La força del record. Ed. Mediterrània, 2010
- Edició de Prax. Felipe Boso. EHJ Edicions, 2011[4]
- Monique Warin. Ajuntament del Vendrell, 2012
- Fotografia i poesía visual. SCAN, 2013
- Albert Coma Estadella. Art i compromís, Diari Segre, 2016
- Logicofobistes. Diputació de Barcelona, 2016
- Artistes du collège d'Espagne, París, 2017
- Apel·les Fenosa, entre París i El Vendrell. Viena Edicions, 2017
- Un retrat a quatre mans. Fundació Apel·les Fenosa. 2018[5]
- El Vendrell, platja de Montparnasse. Ònix editor, 2019
- Vicenç Altaió, els ulls fèrtils. Pagès Editors, 2019
- Els primers 5.475 dies del Centre d'Art Santa Mònica. Ònix editor, 2019[1]
- La Casa de l'Escultor, amb fotografies de Jean Marie del Moral, 2020
- El Vendrell l'època daurada, 2020
- Nàdia Sokolova, Logicofobista, 2021
- Diccionari Fenosa, 2022[6]